# Ezzat Ibrahim al-Douri
Ezzat Ibrahim al-Douri (arabe : عزة إبراهيم الدوري, Izzat Ibrāhīm ad-Dūrī), né le 1er juillet 1942 à Al-Dour (en) (Irak) et mort le 25 octobre 2020, est un maréchal, homme d'État irakien réputé avoir été le second de Saddam Hussein.
Il est chef de l'insurrection baassiste après l'invasion américaine de l'Irak.
Il est désigné comme le « roi de trèfle » dans le jeu de 55 cartes diffusé par les Américains sur les responsables du régime de Saddam Hussein.

## Biographie

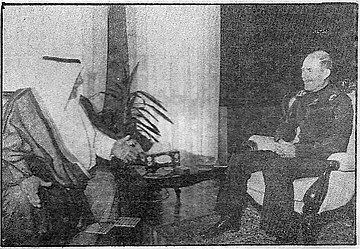
Ezzat Ibrahim Al-Douri (à droite) en 1988

Fils d'Ibrahim Khalil, Ezzat Ibrahim est l'un des artisans du coup d'État de 1968, amenant les baasistes au pouvoir et en 1979 il soutient Saddam Hussein lorsque ce dernier renverse Ahmad Hassan al-Bakr.
En 1988, il participe à l'opération Anfal contre les Kurdes, puis en 1991 à la répression de l'insurrection chiite consécutive à la défaite irakienne lors de la guerre du Golfe.
Le 22 novembre 1998, il fait l'objet d'une tentative d'assassinat alors qu'il visite la ville chiite de Kerbala.
En 1999, un mandat d'arrêt international est lancé à son encontre pour crimes de guerre.
Vice-président de la République d'Irak et vice-président du Conseil de commandement révolutionnaire (en), il est le numéro deux du régime lorsque les États-Unis envahissent le pays en 2003. Ils le désignent alors comme le « roi de trèfle » dans leur jeu de cartes des Irakiens les plus recherchés et mettent sa tête à prix pour dix millions de dollars.
Après l'exécution de Saddam Hussein le 30 décembre 2006, Ezzat Ibrahim Al-Douri prend sa succession en tant que secrétaire général du Parti Baas irakien et officialise le même jour la création de l'Armée des hommes de la Naqshbandiyya (JRTN), mouvement armé baasiste et soufi. Le 3 octobre 2007, Al-Douri fonde le Commandement suprême pour le djihad et la libération (en), une vaste alliance regroupant 55 factions armées irakiennes, dont la JRTN est la plus importante. Cette alliance rassemble des idéologies diverses, dont des nationalistes et des islamistes. Pour le Parti Baas, Ezzat Ibrahim Al-Douri devient « Cheikh des Moudjahidines et Commandant de la Résistance ».
Selon une rumeur, il serait mort d'une leucémie, le 11 novembre 2005. Cette rumeur est démentie peu après et Al-Douri refait surface par l'intermédiaire d'un discours diffusé sur Internet le 7 avril 2012 à l'occasion du 65e anniversaire du parti Baas.
En 2014, Ezzat Ibrahim al-Douri et son Armée de la Naqshbandiyya s'allient avec l'État islamique malgré les grandes différences idéologiques qui opposent ces deux mouvements. Cette alliance sunnite effectuée pour des raisons tactiques n'empêche d'ailleurs pas des affrontements sanglants occasionnels. Après la prise de Mossoul, le 10 juin 2014, des combattants de la JRTN affichent les portraits de Saddam Hussein et d'Ezzat Ibrahim Al-Douri à l'entrée de la ville. Cependant par la suite, les djihadistes exigent que ces portraits soient retirés. Le 13 juin, deux hommes de la JRTN sont abattus par des hommes de l'EIIL pour avoir refusé d'exécuter cet ordre.
Le 17 avril 2015, le gouvernement irakien affirme qu'Ezzat Ibrahim al-Douri a été tué lors d'une opération militaire menée par les milices chiites et les forces gouvernementales près de Tikrit. Lors de ce discours, le gouverneur de la province irakienne de Salah ad-Din présente al-Douri comme le « Cerveau de l'État Islamique en Irak ». Selon lui l'opération a été menée dans les montagnes d'Hamrine, près d'Al-Alam à quatre kilomètres à l'est de Tikrit, et s'est achevée par la mort de 12 insurgés, dont al-Douri,. L'annonce de sa mort est démentie par le Parti Baas irakien. Le 24 avril, le ministère irakien de la Santé affirme ne pas disposer des échantillons d'ADN nécessaires pour confirmer sa mort. Le 15 mai, un enregistrement audio est diffusé dans lequel al-Douri dément l'annonce de sa mort et affirme qu'il s'oppose à l'État islamique, qu'il désigne notamment sous le terme péjoratif de « Daech »,,.
En 2016, ses troupes affirment prendre part à la bataille de Mossoul contre l'EI.
Le 26 octobre 2020, la mort d'Ezzat Ibrahim al-Douri, survenue la veille, est annoncée par le Parti Baas irakien et par Raghad Hussein, fille de Saddam Hussein.

## Mentions dans la culture populaire
Dans Opération Némésis\K  (ISBN 979-1031013602) de Christophe Corvaisier, le personnage central d'al-Kouri a largement été inspiré par Ibrahim al-Douri, son quasi homonyme.